# Polissoir von Grimery

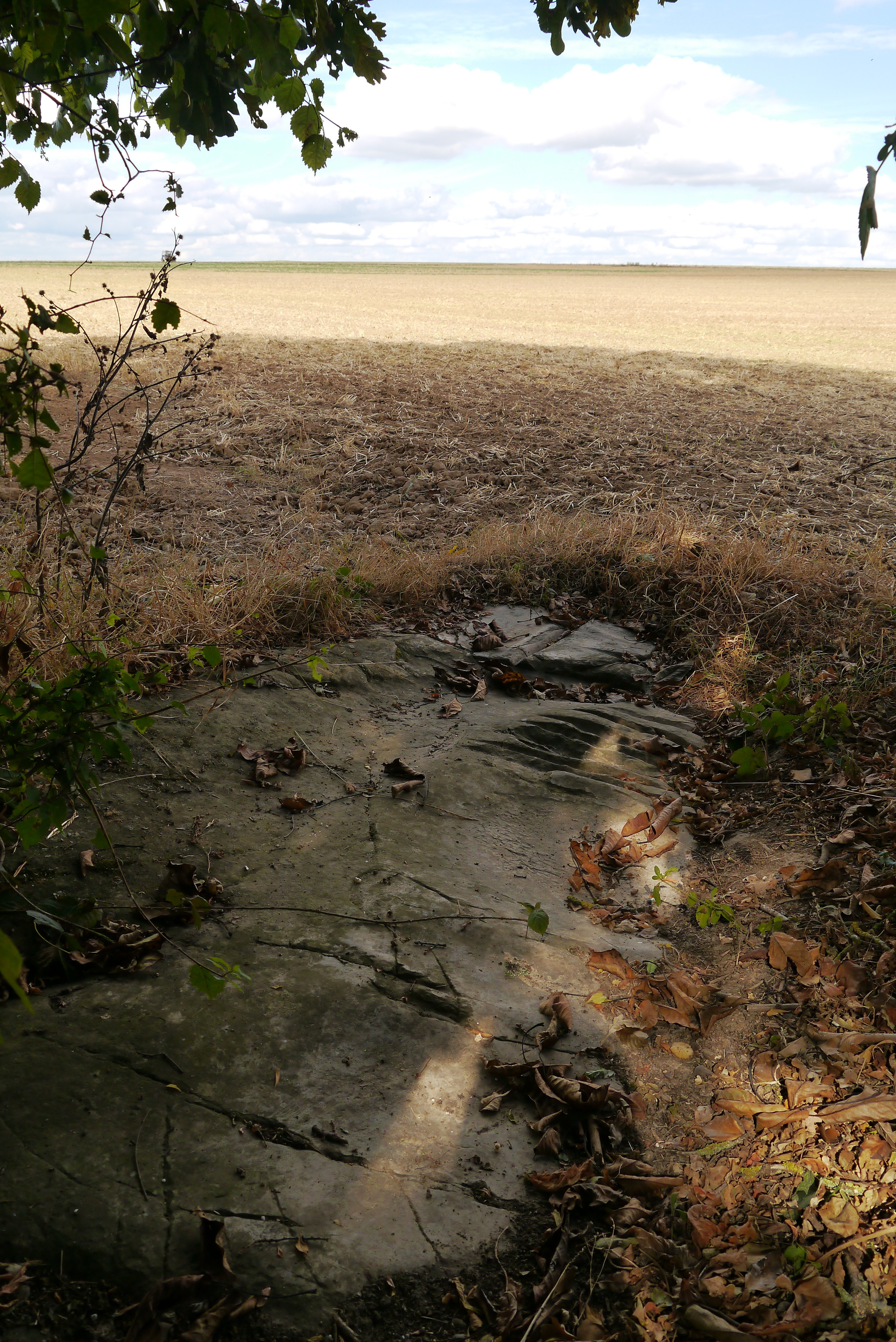
Der Polissoir de Grimery ist eine Sandsteinplatte mit neolithischen Einkerbungen, die als Wetzrillen für Steinbeile gedient haben könnten.

Der Polissoir von Grimery ist eine Sandsteinplatte mit Wetzrillen an der Ecke des Waldes „Le Vautretion“, am Feldrand auf einem Plateau mit Blick auf das Tal der Essonne zwischen dem Dorf Buno-Bonnevaux und dem Flughafen (aérodrome) Buno-Bonnevaux im äußersten Südosten des Départements Essonne in Frankreich. Er liegt am Chemin de Grimery, einer alten Römerstraße zwischen den Gemeinden Buno-Bonnevaux und Milly-la-Forêt.

## Beschreibung
Der Ort trägt den Flurnamen Champtier des Sept Coups d’Épée. Namensgebend für diesen Ort war allerdings ein anderer Stein, der in der Nähe lag und sieben deutlich sichtbare Wetzrillen trug. Dieser wurde jedoch in den Garten der Kirche Saint-Léger in Buno-Bonnevaux transportiert, 1,8 Kilometer von seiner ursprünglichen Fundstelle entfernt. Er wird wegen seiner sieben Rillen Polissoir des Sept coups d’épée oder wegen seiner heutigen Lage mitten in der Gemeinde Buno-Bonnevaux auch Polissoir à Buno-Bonnevaux genannt. Der Name Polissoir des Sept coups d’épée ging als Alternativname auf den an diesem Ort verbliebenen Polissoir de Grimery über, weil er ebenfalls an einer Stelle sieben deutlich hervortretende parallele Rillen trägt. Bei gutem Licht sind jedoch mehrere Schleifrillen neben den genannten sieben zu sehen. Der Heimatforscher Bernard Quinet, der die Sandsteinplatte 1973 untersuchte, zählte insgesamt 14 Rillen, neun wahrscheinlich als Schleifwannen verwendete Vertiefungen und drei polierte Flächen. Die Benennung Sept coups d’épée (deutsch „sieben Schwerthiebe“) geht auf die Vorstellung der Bevölkerung zurück, ein Krieger habe mit seinem Schwert sieben Mal in den Stein gehauen und dadurch die v-förmigen Rillen hervorgebracht. Oft wurde im Volksglauben der sagenhafte Markgraf Roland mit diesen Schwerthieben in Verbindung gebracht.

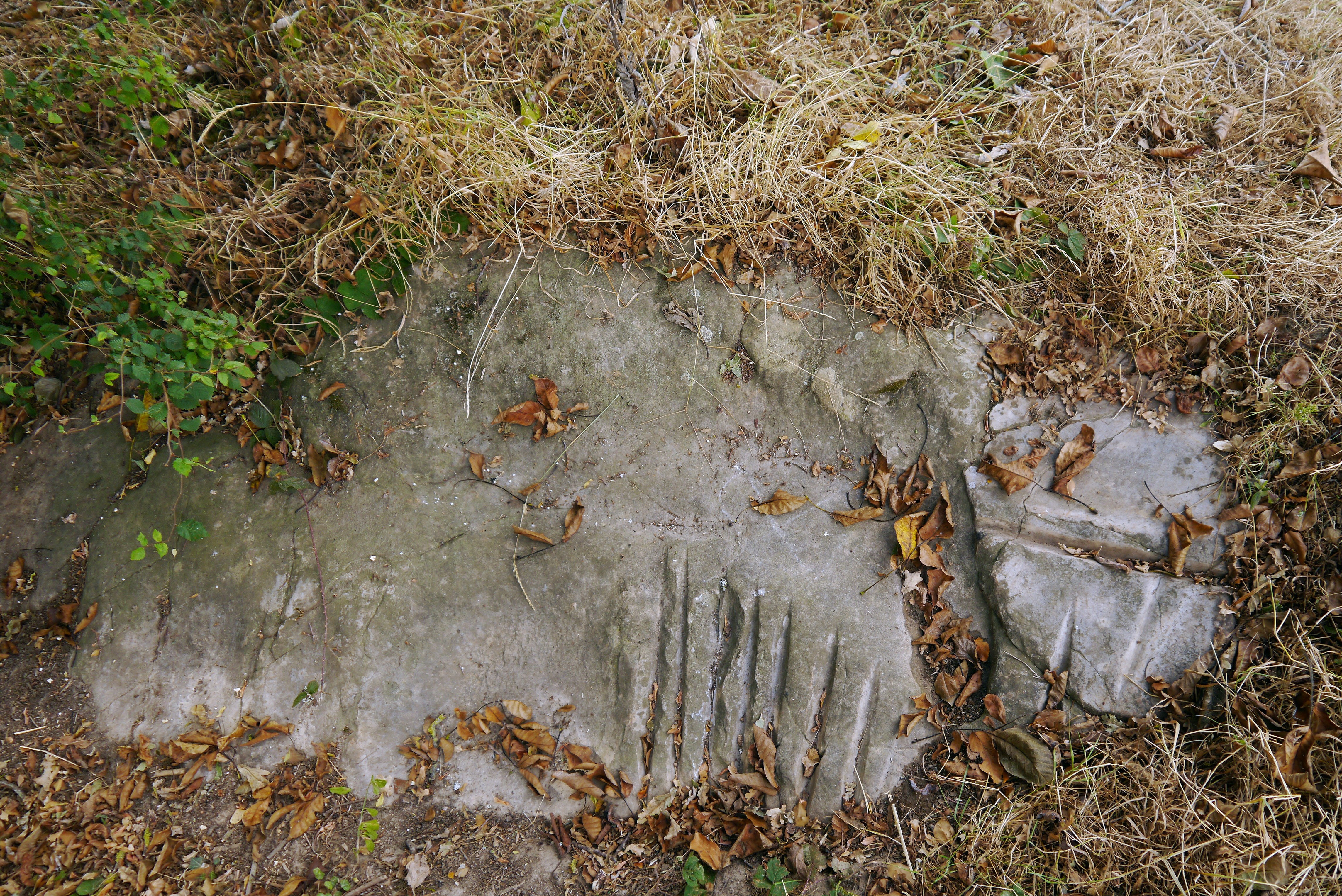
Im Volksglauben wurden die Rillen auf dem Polissoir de Grimery als Schwerthiebe heldenhafter Krieger gedeutet.

Der fast vollständig im Boden eingetiefte, nach Jacques Tarrête etwas mehr als 3,0 m lange und 1,3 m breite zergliederte Stein weist auf der Oberfläche eine Vielzahl von teilweise parallelen, für neolithisch angesehene Wetzrillen auf. Es wird angenommen, dass die Rillen entstanden, als der Stein zur Schärfung von Beilklingen benutzt wurde. Die Steinbeile wurden in der Jungsteinzeit  in dieser Region zumeist aus Feuerstein hergestellt. Der Polissoir de Grimery besteht aus Sandstein, der im Massiv von Fontainebleau häufig ist.
Der Stein ist seit 1980 als historisches Denkmal in der französischen Denkmalliste Base Mérimée eingetragen. Steine mit Wetzrillen wie auch Schleifwannen werden in der französischen Archäologie als polissoirs bezeichnet. Von den in Frankreich bekannten ortsfesten Steinen mit Wetzrillen oder Schleifwannen stehen 66 als monuments historiques unter Denkmalschutz, acht davon wurden im Département Essonne gefunden.